# مایکل انگلیس
نیکلاس مایکل آنجلیس (۲۹ آوریل ۱۹۴۴ - ۳۰ مه ۲۰۲۰) بازیگر انگلیسی بود. او بیشتر به خاطر نقش‌های تلویزیونی‌اش به عنوان کریسی تاد در سریال پسران سیاه‌پوش ، مارتین نیارخوس در سریال GBH و به عنوان طولانی‌ترین راوی سریال کودکان بریتانیایی توماس و دوستان از سال ۱۹۹۱ تا ۲۰۱۲ و همچنین چندین محصول و رسانه دیگر مرتبط با این مجموعه شناخته می‌شد.
نیکلاس مایکل آنجلیس   در 29 آوریل 1944   در پدینگتون ، لندن از مادری انگلیسی به نام مارگارت (نام خانوادگی قبلی مک‌کولا) (1920-1947) و پدری یونانی به نام اوانجلوس آنجلیس (1894-1959) متولد شد.  او در دینگل ، لیورپول بزرگ شد.  او در آکادمی سلطنتی موسیقی و نمایش اسکاتلند ، گلاسکو ، آموزش دید، جایی که در میان آثار دیگر، در نمایش‌های گروگان اثر برندن بهان و زایکوف‌ها اثر ماکسیم گورکی نقش‌هایی را ایفا کرد. او در فیلم‌های پسرانی از جنس سیاه (۱۹۸۲) و GBH حضور داشت.